# Estação Hospital Las Higueras
A Estação Hospital Las Higueras é uma das estações do Biotrén, situada em Talcahuano, entre a Estação Talcahuano-El Arenal e a Estação Los Cóndores. Administrada pela Ferrocarriles del Sur (FESUR), faz parte da Linha 1.
Foi inaugurada em 24 de novembro de 2005. Localiza-se no cruzamento da Rua Carlos Dittborn com a Rua Daniel Peine. Atende os setores de Las Higueras e de Las Salinas.